# Sphaerolaimus horrendus
Sphaerolaimus horrendus is een rondwormensoort uit de familie van de Sphaerolaimidae. De wetenschappelijke naam van de soort is voor het eerst geldig gepubliceerd in 1981 door Sergeeva.